# Kaivo-Kulus
Kaivo-Kulus eller Kaivo Kulusjärvi är en sjö i Finland. Den ligger i kommunen Rovaniemi i landskapet Lappland, i den norra delen av landet, 700 km norr om huvudstaden Helsingfors. Kaivo Kulusjärvi ligger 148,1 meter över havet. Arean är 12,3 hektar och strandlinjen är 4,87 kilometer lång. Sjön  ingår i Kemi älvs huvudavrinningsområde. 